# Marcelino Ulibarri Eguilaz
Marcelino de Ulibarri Eguilaz (Muez, 1880 - Tafalla, 1951) fue un político católico español, conocido por su actividad en la represión antimasónica durante la Guerra Civil y los primeros años de la dictadura franquista. Militó inicialmente en la carlista Comunión Tradicionalista y a partir de 1937 en la franquista Falange Española Tradicionalista y de las JONS.

## Biografía
Nacido en Muez, Navarra, en 1880, vivió en Zaragoza. Compañero de Francisco Franco durante sus años en la Academia Militar, llegó a ser amigo personal de este.
Fue uno de los miembros, como representante de la merindad de Tafalla, de la Junta Central Carlista de Guerra de Navarra, constituida el 20 de julio de 1936 tras el golpe de Estado que dio inicio a la guerra civil. En el contexto de la represión de signo antimasónico, en mayo de 1937 fue puesto al frente del organismo encargado de la incautación masiva de documentos de los archivos y bibliotecas relacionados con obediencias masónicas, la llamada Delegación de Asuntos Especiales. Consagrado a la represión y extremadamente religioso, conceptuó su dedicación como una cruzada contra la masonería y el comunismo. Habría requisado a las alturas de diciembre de 1938 más de cinco millones de documentos provenientes de organizaciones masónicas.
Miembro del Consejo Nacional del Movimiento, era de tendencia tradicionalista y mantuvo una escasa sintonía con el sector falangista del régimen. Estuvo al frente del Servicio de Recuperación de Documentos, con sede en Salamanca, cuya misión fue vaciar toda la documentación incautada en el territorio republicano con el fin de elaborar expedientes que proporcionaran información a los tribunales especiales y a los consejos de guerra de los acusados que juzgaban.
Fue el primer presidente del Tribunal Especial para la Represión de la Masonería y del Comunismo, constituido por decreto de 4 de junio de 1940 tras la entrada en vigor de la Ley sobre represión de la masonería y del comunismo.
Falleció en Tafalla; ABC apuntó su fallecimiento como ocurrido en «el interregno entre la tercera y cuarta legislatura» [sic] de las Cortes franquistas; es decir, a comienzos de 1951.

## Reconocimientos
- Encomienda con Placa de la Orden de Cisneros (1944)[14]
- Gran Cruz de la Orden del Mérito Civil (1944)[15]